# Francisco Zuluaga
Francisco Zuluaga (Medellín, 1929. február 4.  – Medellín, 1993. november 8.)  kolumbiai válogatott labdarúgó, edző.

## Pályafutása

### Klubcsapatban
1948 és 1962 között a Millonarios játékosa volt. Hatszoros kolumbiai bajnok és kétszeres kupagyőztes. 1961-ben az Independiente Santa Fe csapatához igazolt. 1964-ben egy kis időre az Atlético Nacional színeiben is szerepelt.

### A válogatottban
1957 és 1962 között 9 alkalommal szerepelt a kolumbiai válogatottban és 1 gólt szerzett. Részt vett az 1957-es Dél-amerikai bajnokságon és az 1962-es világbajnokságon.

### Edzőként
Edzőként 1968 és 1969 között párhuzamosan irányította a Millonarios csapatát és a kolumbiai válogatottat. 1969 és 1970 között az Atlético Nacional vezetőedzője volt.

## Sikerei
Millonarios
- Kolumbiai bajnok (6): 1949, 1951, 1952, 1953, 1959, 1961
- Kolumbiai kupa (2): 1953, 1956